# Galtara
Galtara is een geslacht van vlinders van de familie spinneruilen (Erebidae), uit de onderfamilie Arctiinae.

## Soorten
- G. aurivilii (Pagenstecher, 1901)
- G. colettae de Toulgoët, 1976
- G. convergens de Toulgoët, 1979
- G. doriae (Oberthür, 1880)
- G. elongata (Swinhoe, 1907)
- G. extensa (Butler, 1880)
- G. laportei de Toulgoët, 1979
- G. nepheloptera (Hampson, 1910)
- G. notabilis de Toulgoët, 1980
- G. oberthueri Rothschild, 1910
- G. pulverata (Hampson, 1900)
- G. purata Walker, 1863
- G. reticulata (Hampson, 1909)
- G. rostrata Wallengren, 1860
- G. somaliensis (Hampson, 1916)
- G. turlini de Toulgoët, 1979